# Helictopleurus nicollei
Helictopleurus nicollei är en skalbaggsart som beskrevs av Lebis 1960. Helictopleurus nicollei ingår i släktet Helictopleurus och familjen bladhorningar. Inga underarter finns listade i Catalogue of Life.